# Frederick Gordon Guggisberg

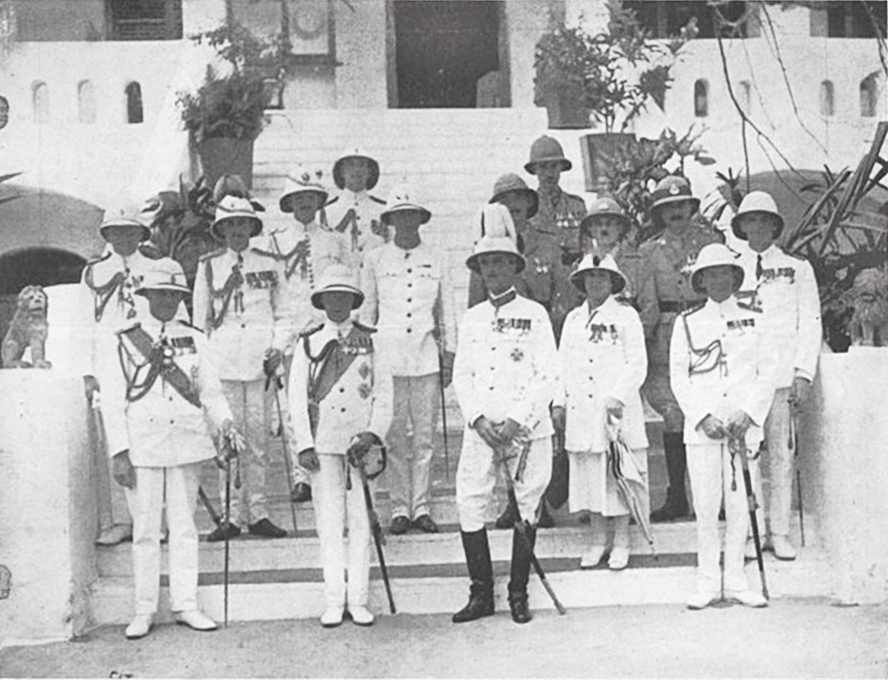
Guggenberg med prinsen av Wales i brittiska Guldkusten 1925. Källa: The National Archives UK - CO 1069-37-120-1-001

Frederick Gordon Guggisberg, född 20 juli 1869, död 21 april 1930, var en brittisk militär (brigadgeneral) och administratör. 
Guggisberg föddes i Kanada, men flyttade redan 1879 till England. Där avslutade han först sin skolgång, varefter han inledde studier vid Royal Military Academy, Woolwich.
Guggisberg var anställd vid det brittiska Colonial Office från och med 1902, och var bland annat verksam i Singapore. Sitt eftermäle har han dock främst fått på grund av sin verksamhet i Afrika. Från 1919 var han guvernör för Guldkusten, och arbetade där bland annat för att bygga ut infrastrukturen och utbilda landets inhemska befolkning. Från 1928 fram till sin död besatt han posten som guvernör i Brittiska Guyana. Han anses överlag ha lagt mycket energi på att utveckla de kolonier han fick ansvaret för, och är även känd för sin stora tilltro till de afrikanska folken. Han menade bland annat att Afrika vore fullt kapabelt att utvecklas till en ekonomisk och social nivå jämförbar med Europas, under förutsättning att utbildningssystemet utformades på ett bättre sätt.